# 恵須取郡

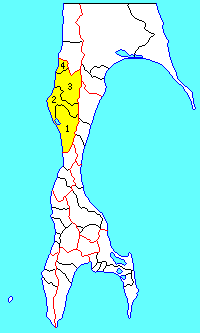
樺太・恵須取郡の位置（1.珍内町 2.鵜城村 3.恵須取町 4.塔路町）

恵須取郡（えすとるぐん）は、日本の領有下において樺太に存在した郡。
以下の3町1村を含んだ。
- 珍内町
- 鵜城村
- 恵須取町
- 塔路町

当該地域の領有権に関しては樺太の項目を参照。

## 歴史
- 1942年（昭和17年）11月 - 下記の区域をもって発足。恵須取支庁が管轄。（3町1村）
  - 鵜城郡（全域） - 鵜城村（二級町村）
  - 久春内郡（一部） - 珍内町（一級町村）
  - 名好郡（一部） - 恵須取町、塔路町（一級町村）
- 1943年（昭和18年）
  - 4月1日 - 「樺太ニ施行スル法律ノ特例ニ関スル件」（大正9年勅令第124号）が廃止され、内地編入。
  - 6月1日 - 樺太町村制が廃止され、樺太で町村制が施行される。二級町村は指定町村となる。
- 1945年（昭和20年）8月22日 - 日ソ中立条約を破棄したソ連軍の樺太侵攻後、ソビエト連邦により占拠される。
- 1949年（昭和24年）6月1日 - 国家行政組織法の施行のため法的に樺太庁が廃止。同日恵須取郡消滅。